# Unión Buenavista
Unión Buenavista är en ort i Mexiko.   Den ligger i kommunen El Porvenir och delstaten Chiapas, i den sydöstra delen av landet, 900 km sydost om huvudstaden Mexico City. Unión Buenavista ligger 2 926 meter över havet och antalet invånare är 178.
Terrängen runt Unión Buenavista är kuperad åt sydost, men åt nordväst är den bergig. Unión Buenavista ligger uppe på en höjd. Runt Unión Buenavista är det ganska tätbefolkat, med 179 invånare per kvadratkilometer. Närmaste större samhälle är Motozintla de Mendoza, 7,6 km söder om Unión Buenavista. I omgivningarna runt Unión Buenavista växer huvudsakligen savannskog.